# Wolfgang Barthels
Wolfgang Barthels (n. 23 noiembrie 1940, Malbork, voievodatul Pomerania, Polonia) este un fotbalist german, medaliat olimpic. A participat la o ediție a Jocurilor Olimpice (1964) în care a câștigat o medalie de bronz.

## Participări
Lista de mai jos prezintă principalele competiții la care a participat Wolfgang Barthels de-a lungul carierei.
- football at the 1964 Summer Olympics[*]